# Yaniv Green
Yaniv Yakov Green (in ebraico יניב גרין‎?; Tel Aviv, 16 maggio 1980) è un ex cestista israeliano con cittadinanza polacca.
Alto 206 cm, giocava come ala grande o centro.

## Carriera
Con Israele ha disputato otto edizioni dei Campionati europei (2001, 2003, 2005, 2007, 2009, 2011, 2013, 2015).

## Palmarès

### Club
- Campionato israeliano: 6

Maccabi Tel Aviv: 2004-05, 2005-06, 2006-07, 2008-09, 2010-11
Hapoel Gerusalemme: 2014-15
- Coppa di Israele: 4

Maccabi Tel Aviv: 2004-05, 2005-06, 2009-10, 2010-11
- Coppa di Lega israeliana: 2

Maccabi Tel Aviv: 2010
Hapoel Gerusalemme: 2014
- Eurolega: 1

Maccabi Tel Aviv: 2004-05
- Lega Balcanica: 1

Hapoel Gilboa Galil Elyon: 2012-13